# Parque Estadual do Jalapão
O parque estadual do Jalapão é uma unidade de conservação brasileira de proteção integral à natureza localizada na região leste do estado do Tocantins. O território do parque, com uma área de 158 970,95 ha, está distribuído pelos municípios de Mateiros e
São Félix do Tocantins. Criado em 12 de janeiro de 2001, Jalapão é o maior parque estadual do Tocantins. A vegetação no parque é predominantemente a de cerrado ralo e a de campo limpo com veredas.
Sua posição estratégica possui continuidade com a área de proteção ambiental do Jalapão, a estação ecológica Serra Geral do Tocantins e o parque nacional das Nascentes do Rio Parnaíba.
A região é considerada a principal atração turística do estado do Tocantins, sendo que em 2008 foi gravado um reality show da Rede CBS na região chamado Survivor: Tocantins. Em 2017, serviu de cenário para diversas cenas da novela O Outro Lado do Paraíso da Rede Globo. Uma de suas características é a produção de artesanato de capim dourado e seda de buriti, que se tornou principal fonte de renda para as comunidades locais e tem sido alvo de estudos e ações para garantir seu uso sustentável, ecológica e economicamente.

## Caracterização da área
O Jalapão é uma região árida pontilhada de oásis. Está situada a leste do estado do Tocantins. Possui temperatura média de 30 graus Celsius. Sua área total é de 34 mil quilômetros quadrados. É cortado por imensa teia de rios, riachos e ribeirões, todos de água límpida e transparente.
O Jalapão abrange os municípios de Ponte Alta do Tocantins, Mateiros, São Félix do Tocantins, Lizarda, Rio Sono, Novo Acordo, Santa Tereza do Tocantins, Lagoa do Tocantins e Rio da Conceição, ocupando uma área equivalente ao estado de Sergipe. Passou à condição de parque estadual em 2001.
Os rios Sono, Soninho, Novo, Balsas, Preto e Caracol banham a paisagem árida e rasteira, que varia do cerrado baixo à campina. Matas de galeria surgem próximo de rios, cachoeiras, lagoas, dunas de areia, serras e chapadões de até 800 metros de altura. A jalapa-do-brasil, que deu nome ao Jalapão, pode ser encontrada em toda parte.
Lá, se encontra a comunidade dos Mumbucas - ex-escravos fugidos da Bahia.

### Fauna
Composta por veados-campeiros, tamanduás-bandeiras, antas, capivaras, lobos-guarás, raposas, gambás, macacos, jacarés, onças, além de cobras (sucuris, cascavéis e jiboias).
Entre as aves, estão tucanos, papagaios, araras-azuis, siriemas, emas e urubus.
É possível passar dias no Jalapão sem ver uma única pessoa. A densidade populacional é de 0,8 habitante por quilômetro quadrado.

## Atrativos turísticos
Em complemento à grande teia aquática, já vários pontos turísticos e curiosidades, como os "fervedouros", que são minas de água que jorram água com força suficiente para que uma pessoa não afunde em seu interior. Outro ponto turístico bastante interessante da região são as Dunas. Um ponto bastante visitado e que várias pessoas o procuram para admirar o pôr do sol. Atualmente a região possui boa estrutura para turistas nas cidades, sobretudo em Mateiros e Ponte Alta do Tocantins. Já as estradas são pura diversão para quem procura aventura. Em época de chuva, no verão, muita lama! Já no inverno, muito seco, com muita areia! Os trechos são bastante desafiadores aos motoristas e "pilotos".

### Fervedouros
São nascentes de rios subterrâneos que não encontram local de vazão e brotam em poços. Os fervedouros são as maiores atrações do Jalapão já que que por causa da pressão da água, os banhistas não afundam. Há algumas regras para as visitações, como o número limitado de visitantes por vez, para evitar a degradação do ambiente. 